# Friedrich Wilhelm Haßenkamp
Friedrich Wilhelm Haßenkamp (* 30. März 1817 in Frankenberg (Eder); † 2. Oktober 1897 ebenda) war ein deutscher Politiker (nationalliberal) und Abgeordneter des Preußischen Abgeordnetenhauses sowie des Kurhessischen Kommunallandtages. 

## Leben
Friedrich Wilhelm Haßenkamp war der Sohn des Färbers Heinrich Haßenkamp und dessen Gemahlin Catharina Loderhose. Nach seiner Schulausbildung erlernte er den Beruf des Kaufmanns, betätigte sich politisch und war Mitglied des Kreistages Frankenberg. 1868 erhielt er ein Mandat für den Kurhessischen Kommunallandtag des Regierungsbezirks Kassel. Er war hier gewählter Vertreter der Städte  Amöneburg, Frankenau, Frankenberg, Gemünden, Kirchhain, Neustadt, Rauschenberg, Rosenthal, Schweinsberg und Wetter.
Haßenkamp war von 1868 bis 1874 und von 1881 bis 1885 im Kommunallandtag vertreten.
Von 1873 bis 1876 war er als Vertreter der Nationalliberalen Partei für den Wahlkreis Kassel 9 Mitglied des Preußischen Abgeordnetenhauses.

## Familie
Er war verheiratet mit Maria Elisabeth Trost (* 1823, † 1906). Aus der Ehe stammte der Sohn Heinrich Gustav (1846–1895). Er war Bankier und Abgeordneter.  